# Bostrychia
Bostrychia is een geslacht van vogels uit de familie van de ibissen en lepelaars (Threskiornithidae).

## Soorten
Het geslacht kent de volgende soorten:
- Bostrychia bocagei – Kleine olijfgroene ibis
- Bostrychia carunculata –  Lelibis
- Bostrychia hagedash –  Hadada-ibis
- Bostrychia olivacea –  Olijfgroene ibis
- Bostrychia rara –  Geschubde ibis